# Shuttarna I
Shuttarna I fue un rey de Mitani, hijo de Kirta, que reinó a comienzos del siglo XVI a. C.
La única referencia escrita que existe de este rey, que es además la primera de Mitani, es un sello real, encontrado en Alalakh, con la inscripción «Shuttarna, hijo de Kirta, rey de Maitani».